# Ричиська
Ричиська (пол. Ryczyska) — село в Польщі, у гміні Мясткув-Косьцельни Ґарволінського повіту Мазовецького воєводства.
Населення — 276 осіб (2011).
У 1975-1998 роках село належало до Седлецького воєводства.

## Демографія
Демографічна структура станом на 31 березня 2011 року:
|          | Загалом | Допрацездатний вік | Працездатний вік | Постпрацездатний вік |
| -------- | ------- | ------------------ | ---------------- | -------------------- |
| Чоловіки | 143     | 25                 | 96               | 22                   |
| Жінки    | 133     | 20                 | 72               | 41                   |
| Разом    | 276     | 45                 | 168              | 63                   |